# Amazonemier

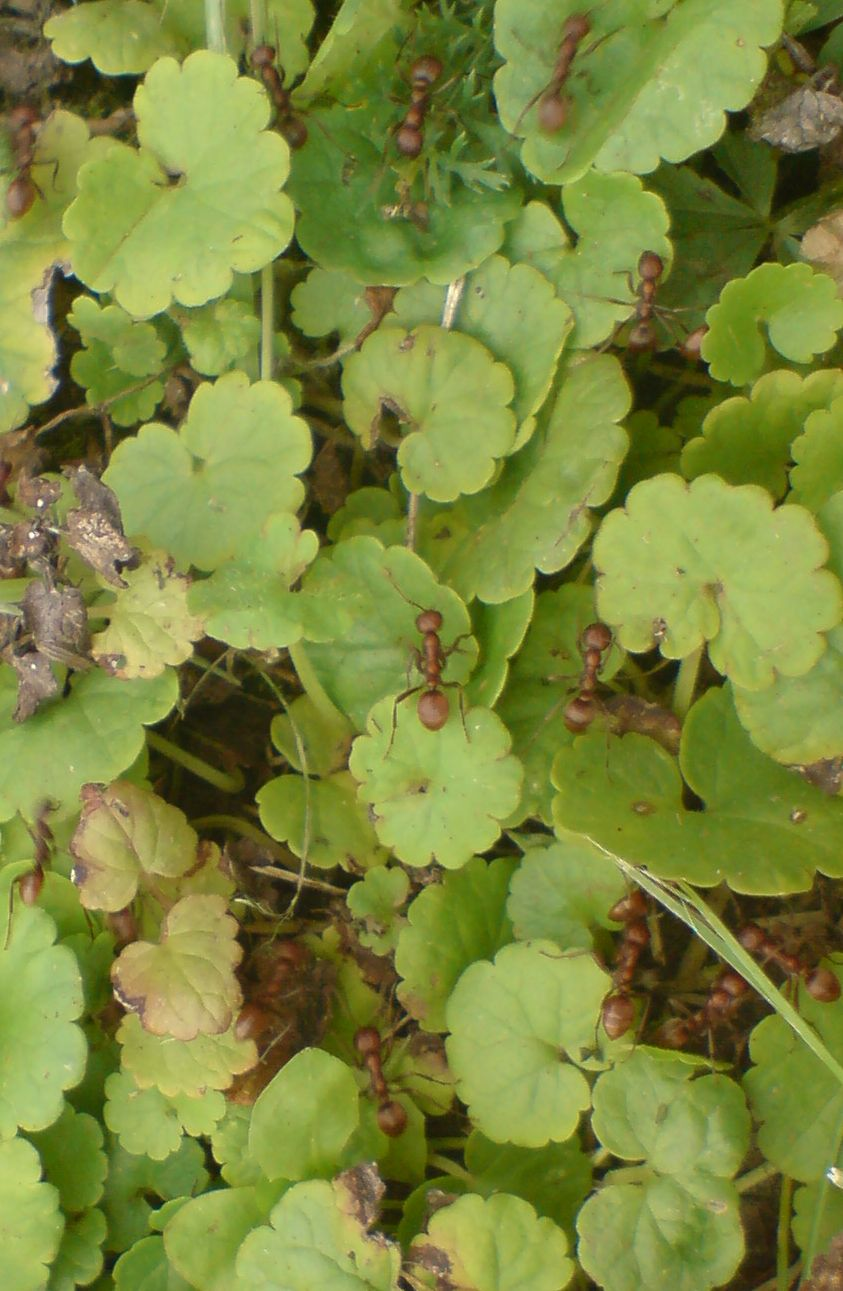
Amazonemieren

De amazonemier (Polyergus rufescens) is een mierensoort uit de onderfamilie schubmieren (Formicinae), en kan 5 tot 10 mm lang worden.

## Kenmerken
De kaken zijn smal en sabelvormig, zonder duidelijke tandjes. De werksters zijn gelijkmatig roodbruin, de koningin is donkerbruin en de mannetjes zijn vrijwel zwart.

## Voorkomen
Amazonemieren komen voor op zonnige, droge locaties: kalkgraslanden en oude wijngaarden. Ze zijn vrijwel overal verdwenen uit België op de Balimheide na. In Nederland is deze soort zeer zeldzaam.

## Levenswijze
Amazonemieren zijn tijdens hun leven geheel op slaven aangewezen. Zij kunnen zichzelf niet van voedsel voorzien en laten zich voeden door slaven. Als het in de zomer (vooral de maanden juli en augustus) zeer warm en tamelijk windstil is, trekken ze in de late namiddag op rooftocht. Meestal zijn er eerst enkele werksters te zien rondom hun nestopening en dan komen plotseling tientallen tot een paar honderd werksters naar buiten. In snel tempo doorzoeken ze de omgeving waarbij de colonne zich soms opsplitst om zich daarna weer te verenigen. Wanneer ze een nest hebben gevonden van mieren van het subgenus Serviformica (Ned. dienaarmieren of renmieren) dan dringen ze massaal dit nest binnen en gaan de strijd aan met de aanwezige dienaarmieren. De chaos in dat nest is compleet en de dienaarmieren die de strijd durven aangaan, worden met de dolkkaken van de amazonemieren gedood. Meteen komen ook de eerste amazonemieren met geroofde poppen tussen de kaken naar buiten en daar waar de amazonemieren tijdens het begin van hun rooftocht in alle richtingen het gebied doorzochten, trekken ze nu met hun buit in een rechte lijn terug naar hun eigen nest. Wanneer de laatste amazonemier terug in het eigen nest is verdwenen, valt het niet meer op dat daar een nest van de amazonemieren te vinden is. Rondom het nest treffen we enkel nog dienaarmieren aan die voedsel zoeken in de omgeving.